# Tú eres así
«Jij bent zo» (en español: «Tú eres así», español rioplatense: «Vos sos así») es un sencillo del cantante neerlandés Jeroen van der Boom. Es la versión en neerlandés de la canción Silencio del cantante español David Bisbal.

## La canción
Musicalmente, las letras en el idioma original y la traducida son idénticas, pero, el caso de Jij bent zo se trata de un texto en lengua neerlandesa totalmente adaptada. Silencio narra el dolor de la cantante al final de una relación, mientras que Jeroen van der Boom canta en la versión neerlandesa de que él y su novia son muy diferentes y que en realidad nunca están de acuerdo. Se llega al extremo de que tiene sus propios valores y son indiferentes a su entorno. Pero él todavía la ama, porque ella es así. La característica de las dos versiones de la canción es que en el coro todos los principales lugares de interés acaban en el mismo tono.

## Pistas
1. «Jij bent zo»
2. «Jij bent zo» (acústico)

## Ranking
Al inicio de agosto del 2007 Jij bent zo subió al primer lugar en las listas neerlandesas. Hizo un sencillo al final (temporal) a la hegemonía del Quédate conmigo de André Hazes y Gerard Joling, ello luego de 11 semanas largas estando en el Top 40 y 12 semanas no consecutivas en el Top 100. Jij bent zo debutó entre los top Top 40 y 100 con Van der Boom, y con ella su primer éxito número uno. Después de dos semanas de haber permanecido en el primer lugar bajó al Top 40 en menos de nueve semanas. Con esto Van der Boom mejoró el registro de la canción Non non rien n'a changé de Les Poppys en 1971 y Que sí que no de Jody Bernal en el 2000, permaneciendo ambos 8 semanas consecutivas en el Top 2. En el primer lugar de 100 en total, ocupando la tercera semana completa en el N.º 1, a pesar de que fue interrumpido por André Hazes sucesivamente y Gerard Joling (dos veces) temporalmente después de una semana, Mika (dos veces) y Guus Meeuwis. Jij bent zo finalmente desapareció después de 25 semanas en el Top 40 después de 38 semanas en el top 100. Era el CD segundo sencillo más vendido de 2007.
A Flandes llegó el sencillo también en el 1 justamente. Después de dos semanas, el sitio tuvo que dar paso a Ven a bailar conmigo por Laura Lynn y Frans Bauer. Jij bent zo luego se mantuvo bastante algunas semanas en el Top 10.
Al 1 de marzo de 2008, el compositor Tony Neef señaló que estando esta canción en el final del Idols 4 con las manos de Martijn Krabbé, se le otorgó un disco de oro a Jij bent zo por 25 mil copias vendidas. El sencillo estuvo desde ese momento por más de siete meses en el Mega Top 100.

### Tops
| «Tú eres así» en el Top 40 de los Países Bajos - desde: 07-07-2007 | «Tú eres así» en el Top 40 de los Países Bajos - desde: 07-07-2007 | «Tú eres así» en el Top 40 de los Países Bajos - desde: 07-07-2007 | «Tú eres así» en el Top 40 de los Países Bajos - desde: 07-07-2007 | «Tú eres así» en el Top 40 de los Países Bajos - desde: 07-07-2007 | «Tú eres así» en el Top 40 de los Países Bajos - desde: 07-07-2007 | «Tú eres así» en el Top 40 de los Países Bajos - desde: 07-07-2007 | «Tú eres así» en el Top 40 de los Países Bajos - desde: 07-07-2007 | «Tú eres así» en el Top 40 de los Países Bajos - desde: 07-07-2007 | «Tú eres así» en el Top 40 de los Países Bajos - desde: 07-07-2007 | «Tú eres así» en el Top 40 de los Países Bajos - desde: 07-07-2007 | «Tú eres así» en el Top 40 de los Países Bajos - desde: 07-07-2007 | «Tú eres así» en el Top 40 de los Países Bajos - desde: 07-07-2007 | «Tú eres así» en el Top 40 de los Países Bajos - desde: 07-07-2007 | «Tú eres así» en el Top 40 de los Países Bajos - desde: 07-07-2007 | «Tú eres así» en el Top 40 de los Países Bajos - desde: 07-07-2007 | «Tú eres así» en el Top 40 de los Países Bajos - desde: 07-07-2007 | «Tú eres así» en el Top 40 de los Países Bajos - desde: 07-07-2007 | «Tú eres así» en el Top 40 de los Países Bajos - desde: 07-07-2007 | «Tú eres así» en el Top 40 de los Países Bajos - desde: 07-07-2007 | «Tú eres así» en el Top 40 de los Países Bajos - desde: 07-07-2007 | «Tú eres así» en el Top 40 de los Países Bajos - desde: 07-07-2007 | «Tú eres así» en el Top 40 de los Países Bajos - desde: 07-07-2007 | «Tú eres así» en el Top 40 de los Países Bajos - desde: 07-07-2007 | «Tú eres así» en el Top 40 de los Países Bajos - desde: 07-07-2007 | «Tú eres así» en el Top 40 de los Países Bajos - desde: 07-07-2007 | «Tú eres así» en el Top 40 de los Países Bajos - desde: 07-07-2007 |
| Semana                                                             | 1                                                                  | 2                                                                  | 3                                                                  | 4                                                                  | 5                                                                  | 6                                                                  | 7                                                                  | 8                                                                  | 9                                                                  | 10                                                                 | 11                                                                 | 12                                                                 | 13                                                                 | 14                                                                 | 15                                                                 | 16                                                                 | 17                                                                 | 18                                                                 | 19                                                                 | 20                                                                 | 21                                                                 | 22                                                                 | 23                                                                 | 24                                                                 | 25                                                                 |                                                                    |
| ------------------------------------------------------------------ | ------------------------------------------------------------------ | ------------------------------------------------------------------ | ------------------------------------------------------------------ | ------------------------------------------------------------------ | ------------------------------------------------------------------ | ------------------------------------------------------------------ | ------------------------------------------------------------------ | ------------------------------------------------------------------ | ------------------------------------------------------------------ | ------------------------------------------------------------------ | ------------------------------------------------------------------ | ------------------------------------------------------------------ | ------------------------------------------------------------------ | ------------------------------------------------------------------ | ------------------------------------------------------------------ | ------------------------------------------------------------------ | ------------------------------------------------------------------ | ------------------------------------------------------------------ | ------------------------------------------------------------------ | ------------------------------------------------------------------ | ------------------------------------------------------------------ | ------------------------------------------------------------------ | ------------------------------------------------------------------ | ------------------------------------------------------------------ | ------------------------------------------------------------------ | ------------------------------------------------------------------ |
| Número                                                             | 26                                                                 | 18                                                                 | 11                                                                 | 4                                                                  | 3                                                                  | 1                                                                  | 1                                                                  | 2                                                                  | 2                                                                  | 2                                                                  | 2                                                                  | 2                                                                  | 2                                                                  | 2                                                                  | 2                                                                  | 2                                                                  | 4                                                                  | 6                                                                  | 8                                                                  | 9                                                                  | 14                                                                 | 16                                                                 | 18                                                                 | 27                                                                 | 40                                                                 | fuera                                                              |

| «Tú eres así» en el Top 100 de los Países Bajos - desde: 23-06-2007 | «Tú eres así» en el Top 100 de los Países Bajos - desde: 23-06-2007 | «Tú eres así» en el Top 100 de los Países Bajos - desde: 23-06-2007 | «Tú eres así» en el Top 100 de los Países Bajos - desde: 23-06-2007 | «Tú eres así» en el Top 100 de los Países Bajos - desde: 23-06-2007 | «Tú eres así» en el Top 100 de los Países Bajos - desde: 23-06-2007 | «Tú eres así» en el Top 100 de los Países Bajos - desde: 23-06-2007 | «Tú eres así» en el Top 100 de los Países Bajos - desde: 23-06-2007 | «Tú eres así» en el Top 100 de los Países Bajos - desde: 23-06-2007 | «Tú eres así» en el Top 100 de los Países Bajos - desde: 23-06-2007 | «Tú eres así» en el Top 100 de los Países Bajos - desde: 23-06-2007 | «Tú eres así» en el Top 100 de los Países Bajos - desde: 23-06-2007 | «Tú eres así» en el Top 100 de los Países Bajos - desde: 23-06-2007 | «Tú eres así» en el Top 100 de los Países Bajos - desde: 23-06-2007 | «Tú eres así» en el Top 100 de los Países Bajos - desde: 23-06-2007 | «Tú eres así» en el Top 100 de los Países Bajos - desde: 23-06-2007 | «Tú eres así» en el Top 100 de los Países Bajos - desde: 23-06-2007 | «Tú eres así» en el Top 100 de los Países Bajos - desde: 23-06-2007 | «Tú eres así» en el Top 100 de los Países Bajos - desde: 23-06-2007 | «Tú eres así» en el Top 100 de los Países Bajos - desde: 23-06-2007 | «Tú eres así» en el Top 100 de los Países Bajos - desde: 23-06-2007 |
| Semana                                                              | 1                                                                   | 2                                                                   | 3                                                                   | 4                                                                   | 5                                                                   | 6                                                                   | 7                                                                   | 8                                                                   | 9                                                                   | 10                                                                  | 11                                                                  | 12                                                                  | 13                                                                  | 14                                                                  | 15                                                                  | 16                                                                  | 17                                                                  | 18                                                                  | 19                                                                  | 20                                                                  |
| ------------------------------------------------------------------- | ------------------------------------------------------------------- | ------------------------------------------------------------------- | ------------------------------------------------------------------- | ------------------------------------------------------------------- | ------------------------------------------------------------------- | ------------------------------------------------------------------- | ------------------------------------------------------------------- | ------------------------------------------------------------------- | ------------------------------------------------------------------- | ------------------------------------------------------------------- | ------------------------------------------------------------------- | ------------------------------------------------------------------- | ------------------------------------------------------------------- | ------------------------------------------------------------------- | ------------------------------------------------------------------- | ------------------------------------------------------------------- | ------------------------------------------------------------------- | ------------------------------------------------------------------- | ------------------------------------------------------------------- | ------------------------------------------------------------------- |
| Número                                                              | 61                                                                  | 26                                                                  | 17                                                                  | 11                                                                  | 7                                                                   | 7                                                                   | 1                                                                   | 2                                                                   | 2                                                                   | 3                                                                   | 3                                                                   | 3                                                                   | 2                                                                   | 2                                                                   | 1                                                                   | 1                                                                   | 3                                                                   | 2                                                                   | 5                                                                   | 7                                                                   |
| Semana                                                              | 21                                                                  | 22                                                                  | 23                                                                  | 24                                                                  | 25                                                                  | 26                                                                  | 27                                                                  | 28                                                                  | 29                                                                  | 30                                                                  | 31                                                                  | 32                                                                  | 33                                                                  | 34                                                                  | 35                                                                  | 36                                                                  | 37                                                                  | 38                                                                  |                                                                     |                                                                     |
| Número                                                              | 9                                                                   | 9                                                                   | 15                                                                  | 10                                                                  | 13                                                                  | 26                                                                  | 26                                                                  | 19                                                                  | 20                                                                  | 22                                                                  | 31                                                                  | 43                                                                  | 67                                                                  | 53                                                                  | 69                                                                  | 51                                                                  | 68                                                                  | 79                                                                  | fuera                                                               |                                                                     |

| «Tú eres así» en el Ultratop 50 de Flandes - desde: 06-10-2007 | «Tú eres así» en el Ultratop 50 de Flandes - desde: 06-10-2007 | «Tú eres así» en el Ultratop 50 de Flandes - desde: 06-10-2007 | «Tú eres así» en el Ultratop 50 de Flandes - desde: 06-10-2007 | «Tú eres así» en el Ultratop 50 de Flandes - desde: 06-10-2007 | «Tú eres así» en el Ultratop 50 de Flandes - desde: 06-10-2007 | «Tú eres así» en el Ultratop 50 de Flandes - desde: 06-10-2007 | «Tú eres así» en el Ultratop 50 de Flandes - desde: 06-10-2007 | «Tú eres así» en el Ultratop 50 de Flandes - desde: 06-10-2007 | «Tú eres así» en el Ultratop 50 de Flandes - desde: 06-10-2007 | «Tú eres así» en el Ultratop 50 de Flandes - desde: 06-10-2007 | «Tú eres así» en el Ultratop 50 de Flandes - desde: 06-10-2007 | «Tú eres así» en el Ultratop 50 de Flandes - desde: 06-10-2007 | «Tú eres así» en el Ultratop 50 de Flandes - desde: 06-10-2007 | «Tú eres así» en el Ultratop 50 de Flandes - desde: 06-10-2007 | «Tú eres así» en el Ultratop 50 de Flandes - desde: 06-10-2007 | «Tú eres así» en el Ultratop 50 de Flandes - desde: 06-10-2007 | «Tú eres así» en el Ultratop 50 de Flandes - desde: 06-10-2007 | «Tú eres así» en el Ultratop 50 de Flandes - desde: 06-10-2007 | «Tú eres así» en el Ultratop 50 de Flandes - desde: 06-10-2007 | «Tú eres así» en el Ultratop 50 de Flandes - desde: 06-10-2007 | «Tú eres así» en el Ultratop 50 de Flandes - desde: 06-10-2007 | «Tú eres así» en el Ultratop 50 de Flandes - desde: 06-10-2007 | «Tú eres así» en el Ultratop 50 de Flandes - desde: 06-10-2007 | «Tú eres así» en el Ultratop 50 de Flandes - desde: 06-10-2007 | «Tú eres así» en el Ultratop 50 de Flandes - desde: 06-10-2007 |
| Semana                                                         | 1                                                              | 2                                                              | 3                                                              | 4                                                              | 5                                                              | 6                                                              | 7                                                              | 8                                                              | 9                                                              | 10                                                             | 11                                                             | 12                                                             | 13                                                             | 14                                                             | 15                                                             | 16                                                             | 17                                                             | 18                                                             | 19                                                             | 20                                                             | 21                                                             | 22                                                             | 23                                                             | 24                                                             |                                                                |
| -------------------------------------------------------------- | -------------------------------------------------------------- | -------------------------------------------------------------- | -------------------------------------------------------------- | -------------------------------------------------------------- | -------------------------------------------------------------- | -------------------------------------------------------------- | -------------------------------------------------------------- | -------------------------------------------------------------- | -------------------------------------------------------------- | -------------------------------------------------------------- | -------------------------------------------------------------- | -------------------------------------------------------------- | -------------------------------------------------------------- | -------------------------------------------------------------- | -------------------------------------------------------------- | -------------------------------------------------------------- | -------------------------------------------------------------- | -------------------------------------------------------------- | -------------------------------------------------------------- | -------------------------------------------------------------- | -------------------------------------------------------------- | -------------------------------------------------------------- | -------------------------------------------------------------- | -------------------------------------------------------------- | -------------------------------------------------------------- |
| Número                                                         | 39                                                             | 24                                                             | 7                                                              | 2                                                              | 1                                                              | 1                                                              | 2                                                              | 3                                                              | 3                                                              | 4                                                              | 4                                                              | 5                                                              | 7                                                              | 7                                                              | 5                                                              | 7                                                              | 7                                                              | 9                                                              | 10                                                             | 10                                                             | 22                                                             | 33                                                             | 46                                                             | 48                                                             | fuera                                                          |

## Top 2000
| Números con marcas en el Radio 2 Top 2000 | '99 | '00 | '01 | '02 | '03 | '04 | '05 | '06 | '07 | '08 | '09  | '10 | '11 | '12 | '13 |
| ----------------------------------------- | --- | --- | --- | --- | --- | --- | --- | --- | --- | --- | ---- | --- | --- | --- | --- |
| Jij bent zo                               | -   | -   | -   | -   | -   | -   | -   | -   | 701 | -   | 1821 | -   | -   | -   | -   |